# Podjełki (przystanek kolejowy)
Podjełki (ros. Подъелки) – przystanek kolejowy w pobliżu miejscowości Podjołki, w rejonie wiaziemskim, w obwodzie smoleńskim, w Rosji. Położony jest na linii Moskwa – Mińsk – Brześć.